# Fethallah Tahar
Fethallah Tahar (Bir El Djir, 22 de enero de 1994) es un futbolista argelino que juega en la demarcación de extremo derecho para el MC Alger de la Championnat National de Première Division.

## Selección nacional
Tras jugar en varias categorías inferiores de la selección, finalmente hizo su debut con la selección de fútbol de Argelia en un partido del Campeonato Africano de Naciones de 2022 contra Libia que finalizó con un resultado de 1-0 a favor del combinado argelino tras el gol de Aymen Mahious.

## Clubes
| Club        | País    | Año       | Partidos | Goles |
| ----------- | ------- | --------- | -------- | ----- |
| ASM Oran    | Argelia | 2014-2016 | 18       | 1     |
| RC Relizane | Argelia | 2016-2019 | 44       | 4     |
| ASO Chlef   | Argelia | 2019-2021 | 36       | 3     |
| MC Alger    | Argelia | 2021-     | 61       | 2     |